# Xestia invenusta
Xestia invenusta là một loài bướm đêm trong họ Noctuidae.